# (4468) Pogrebetskij
(4468) Pogrebetskij (1976 SZ3) – planetoida z pasa głównego asteroid okrążająca Słońce w ciągu 3,63 lat w średniej odległości 2,36 j.a. Odkryta 24 września 1976 roku.